# Vrede van Osnabrück
De Vrede van Osnabrück (1648) was een vredesverdrag dat de Dertigjarige Oorlog beëindigde. Het verdrag was onderdeel van de Vrede van Westfalen, waarmee ook de Tachtigjarige Oorlog werd beëindigd.
Het vredesverdrag werd op 24 oktober 1648 in Osnabrück gesloten tussen de keizer van het Heilige Roomse Rijk Ferdinand III en het  koninkrijk Zweden dat een belangrijke partij was in de voorgaande oorlog. 
Op 24 oktober werd te Münster ook een verdrag gesloten tussen de keizer en het koninkrijk Frankrijk van regent kardinaal Jules Mazarin voor de minderjarige Lodewijk XIV van Frankrijk, dat een grote overlapping vertoont met het verdrag van Osnabrück.
Het Heilige Roomse Rijk stond delen van de Elzas en Lotharingen af aan Frankrijk.
Bij de Vrede van Osnabrück verloor het Heilige Roomse Rijk ook veel van zijn macht en grondgebied.  
- Pommeren en Bremen kwamen in personele unie met Zweden, maar bleven deel uitmaken van het Rijk.
- Zwitserland werd losgemaakt van het Heilige Roomse Rijk.

De religieuze beslissingen genomen met de Godsdienstvrede van Augsburg (1555) werden bevestigd en voortaan kreeg het calvinisme ook officiële erkenning. Bovendien zouden religieuze meningsverschillen voortaan door de Rijksdagen opgelost moeten worden. Ook werd besloten de keizer van het Heilige Roomse Rijk minder macht te geven, ten voordele van de rijksvorsten en dan vooral van de keurvorsten. De positie van de keizer werd dus nog zwakker dan voorheen en zijn buitenlandse politiek ging voortaan volledig afhangen van de Rijksdag.
Er werd niets vastgelegd over de relatie tussen het Heilige Roomse Rijk en de Republiek der Zeven Verenigde Nederlanden.